# Ca Mau flygplats

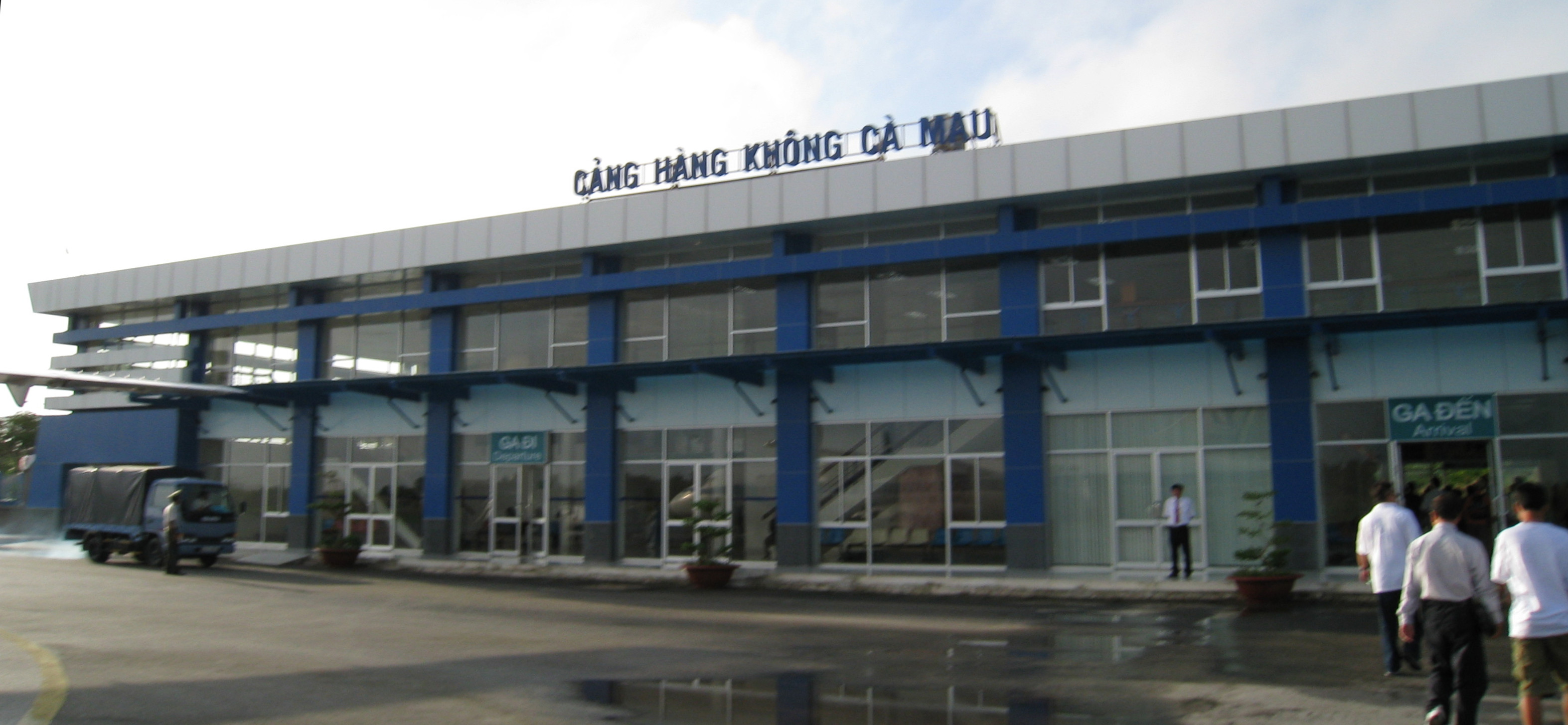
Cà Mau Airport

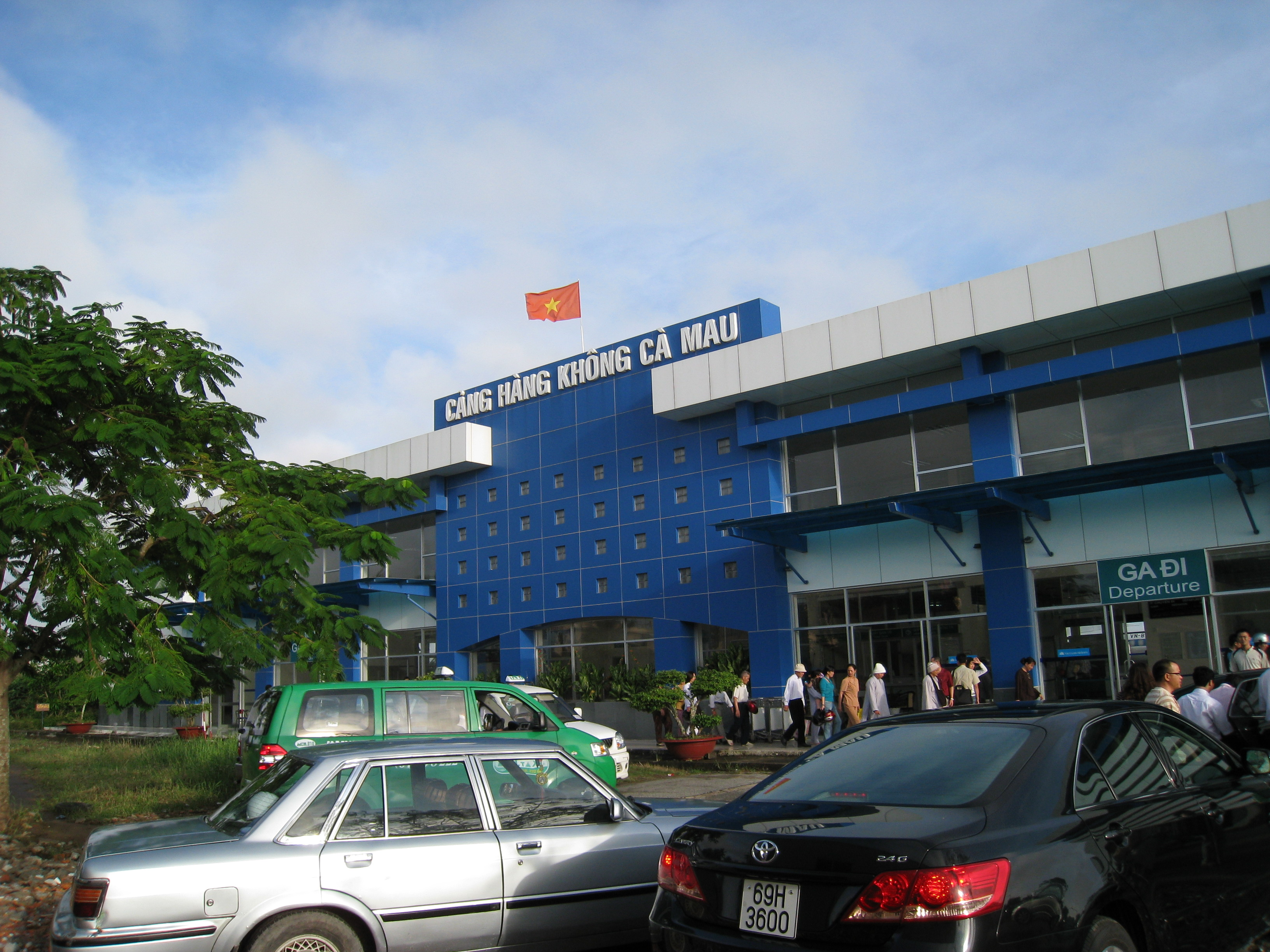
Cà Mau Airport

Cà Mau flygplats (IATA: CAH, ICAO: VVCM) (vietnamesiska: Sân bay Cà Mau) är en flygplats i Cà Mau, vilken är huvudorten för provinsen Cà Mau i den sydligaste delen av Vietnam. Flygplatsen kan betjäna medelstora flygplan som ATR 72, och har en kapacitet på 300 000 passagerare per år. Flygplatsen, som ursprungligen byggdes av fransmän för militära ändamål, drivs för närvarande (2023) av Vietnam Aviation Service Company (VASCO) med flyg till Ho Chi Minh-staden (Tan Son Nhat International Airport, SGN).

## Historik
Ursprungligen byggd av de franska kolonisterna som Moranc Airfield i Quản Long town, An Xuyên-provinsen (nu Cà Mau City hade flygplatsen en 400 m lång och 16 m bred landningsbana. I juni 1962 byggde Bureau of Aviation i Republiken Vietnam om flygfältet på en yta av 91,61 hektar, med en landningsbanan på 1 050 x 30 m, portområde på 60 x 120 m och döpte om den till Quan Long Airport (Phi trường Quản Long).
Flygplats användes huvudsakligen för militära ändamål och betjänade helikoptrar, som L19, OV10, Dakota, C130 och någon annan typ av jaktplan. Under torrperioden 1972 asfalterades åter landningsbanan och parkeringsytan.
I april 1975, efter Saigons fall, kontrollerades flygplatsen av kommunistiska styrkor. Från 1976 till 1978 användes flygplatsen endast för militär verksamhet.
Den 30 april 1995 återupptog flygplatsen det civila flyget med en AN2 VF808. Trafiken fortgick men med låg vinst till 1997 då den civila reguljära flygtrafiken avbröts på grund av låg trafik och endast charterflyg återstod. Den 30 april 1996 renoverades den gamla terminalen och i juli samma år utrustades flygplatsen med instrumentlandningssystem NDB 500II och standby-generator.
Den 13 december 2003 startade bygget av den nya terminalen, som har en golvyta på 1548 m2 och en balkongyta på 878 m2.
År 2004 hanterade flygplatsen 398 flygplansrörelser med 8 975 passagerare och 41 583 kg last. År 2005 hade det ökat till 791 flygplansrörelser med 24 324 passagerare och 125 341 kg last.
Vietnams regering godkände en renoveringsplan för flygplatsen, enligt vilken banan byggdes ut till 1 900 x 30 m och 2015 kan hantera två medelstora flygplan samtidigt, 150 passagerare per timme eller 200 000 passagerare per år. År 2015 började ytterligare en bana på 2 400 x 45 m att byggas, som ökar kapaciteten till att hantera fyra medelstora flygplan (som Airbus 320) samtidigt med 300 000 passagerare per år.

## Flygbolag och destinationer
Från år 2019 kör Vietnam Airlines som drivs av Vietnam Air Service Company ett morgonflyg dagligen för linjen Ho Chi Minh City-Cà Mau med ATR 72-flygplan.
| Flygbolag        | Destinationer      |
| ---------------- | ------------------ |
| Bamboo Airways   | Hanoi              |
| Vietnam Airlines | Ho Chi Minh-staden |